# Jacob Lucas Jongsma
Jacob Lucas (Jacques) Jongsma (Den Helder, 17 mei 1893 - Rijswijk, 26 augustus 1926) was een Nederlands kunstschilder en architect.
Jongsma schilderde in naturalistische stijl in Rijswijk, België en Duitsland. Tevens ontwierp hij samen met verschillende aannemers diverse woonwijken in Rijswijk.
De belangrijkste afnemers van zijn schilderijen waren de bekende Haagse kunsthandelaren Koch en Scheen. Er werden ook werken verkocht in de Verenigde Staten en Canada. Hij signeerde zijn werk met "Jac. L. Jongsma".